# Miquel Ramis
Miquel Àngel Ramis Socias (Muro, Islas Baleares, 13 de agosto de 1958) es un abogado, empresario y político español del Partido Popular. Fue alcalde de Alcudia, Consejero de Medio Ambiente de las Islas Baleares, Delegado del Gobierno por la misma comunidad y diputado al Congreso de los Diputados por la circunscripción electoral de las Islas Baleares. Desde el año 2010 también es vicepresidente y portavoz del Partido Popular de las Islas Baleares. Actualmente ostenta el cargo de senador por la circunscripción electoral de Mallorca.

## Historia
Hijo de Rafael y María del Carmen, a pesar de haber nacido en Muro, pasó su juventud mudándose de una casa a otra, siempre en Mallorca, destacándose Buñola y Alcudia, dónde reside actualmente con su familia. Es sobrino del empresario hotelero y dueño de Grupotel Miguel Ramis, por ese motivo durante su juventud y los años que trabajó en la empresa familiar, era conocido como "Junior".
El año 1980 se licenció en Derecho por la Universidad de las Islas Baleares, en 1993 se afilió al Partido Popular, y en 1995 fue proclamado alcalde de Alcudia, cargo que ostentaría hasta 1999.
También fue presidente del desaparecido equipo de baloncesto Palma Aquamágica y miembro de la Unión Deportiva Alcudia.
Está casado con Catalina Ventayol, bisnieta del famoso farmacéutico e historiador de Alcudia, Pedro Ventayol Suau (1873-1945), y tienen tres hijos, Rafael (1986), Miguel Ángel (1991) y María del Carmen (1999).
Entre sus aficiones destacan cualquier deporte de raqueta,pádel, tenis, rappid-ball, correr, y la lectura.